# Troglodyte roux
Cinnycerthia unirufa
Espèce
Statut de conservation UICN

 LC  : Préoccupation mineure
Le Troglodyte roux (Cinnycerthia unirufa) est une espèce d'oiseaux de la famille des Troglodytidae.
Son aire s'étend à travers les Andes colombiennes et équatoriennes.